# Vases communicants

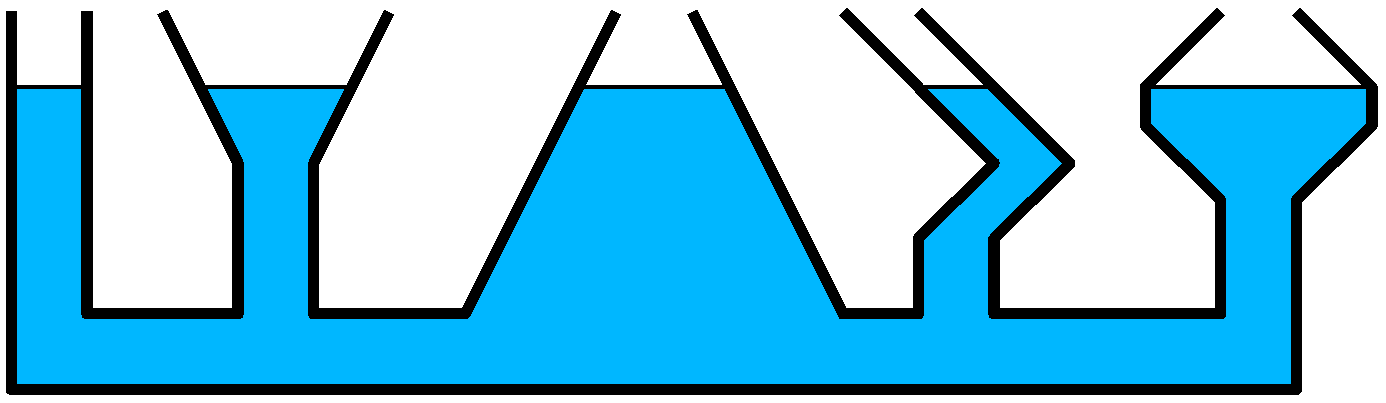
Vases communicants

En mécanique des fluides, le principe des vases communicants établit qu'un liquide homogène remplissant plusieurs récipients, reliés entre eux à leur base et soumis à la même pression atmosphérique, s'équilibre à la même hauteur dans chacun d'eux. Ceci est vrai quels que soient leur forme et leur volume. Si le même liquide ou un liquide de même densité est ajouté dans l'un des récipients, il va à nouveau s'équilibrer à une hauteur identique dans tous les récipients connectés.

## Principe

Animation montrant le remplissage de vases communicants

Ce principe découle du fait que la pression hydrostatique en un point est proportionnelle à la profondeur, quelle que soit la forme des récipients (en dehors d'un éventuel effet de capillarité qui proviendrait de l'étroitesse extrême de l'un d'entre eux).
Dans le  cas où le liquide n'est pas homogène, par exemple si la densité du liquide contenu dans l'un des vases est plus élevée que dans les autres, alors son niveau sera inférieur.

## Applications
Le principe des vases communicants est utilisé depuis la Rome antique pour approvisionner les habitations en eau via des tuyaux en plomb.
En ville, les châteaux d'eau permettent de distribuer l'eau à travers les canalisations jusqu'aux derniers étages des immeubles avec suffisamment de pression, uniquement grâce au principe des vases communicants.
Le siphon installé au-dessous de chaque écoulement d'eau empêche l'air de passer en formant un bouchon permanent créé par ce même principe.
Les écluses fonctionnent elles aussi sous le principe des vases communicants : lorsqu'une écluse est vide, une vanne s'ouvre du côté de l'amont, là où le niveau de l'eau est le plus élevé, ce qui remplit l'écluse. De même pour la vider, une vanne est ouverte du côté de l'aval, vers où l'eau s'écoule, ce qui vide l'écluse.
Le fait que l'eau s'écoule automatiquement des puits artésiens est dû au principe des vases communicants.